# Basílica da Santíssima Trindade
A Basílica da Santíssima Trindade é uma basílica menor localizada no lugar da Cova da Iria, na freguesia e cidade de Fátima, em Portugal. Trata-se de uma enorme igreja dedicada à Santíssima Trindade, pertença do complexo do Santuário de Fátima, dispondo de 8 633 lugares sentados e 40 000 m² de área. O projeto foi encomendado pelo Monsenhor Luciano Guerra e teve a autoria do arquitecto grego Alexandros Tombazis. Foi inaugurada em 12 de Outubro de 2007 pelo Secretário de Estado do Vaticano, Cardeal Tarcisio Bertone, por ocasião do 90.º aniversário das aparições da Virgem Maria em Fátima.

## Historial; características
Esta Basílica é a mais recente construção do complexo do Santuário de Fátima, sendo dedicada ao culto da Santíssima Trindade. A intenção de aí construir um novo templo remonta a 1973, por se verificar que a Basílica de Nossa Senhora do Rosário de Fátima já não tinha dimensão suficiente para acolher a totalidade os peregrinos, em particular aos domingos e outros dias de média afluência. Em 1997, por meio do Monsenhor Luciano Guerra, o Santuário de Fátima organizou um concurso internacional para a conceção de um novo edifício junto à Praça de Pio XII, com uma escala adequada às necessidades reais. O lançamento da primeira pedra teve lugar no dia 6 de junho de 2004, Solenidade da Santíssima Trindade; três anos mais tarde as obras estavam concluídas, sendo a igreja dedicada em 12 de outubro de 2007 pelo cardeal Tarcisio Bertone, então Secretário de Estado do Vaticano e legado de Bento XVI para o encerramento do 90.º aniversário das aparições de Nossa Senhora. A 13 agosto de 2012 a igreja foi elevada à categoria de Basílica.

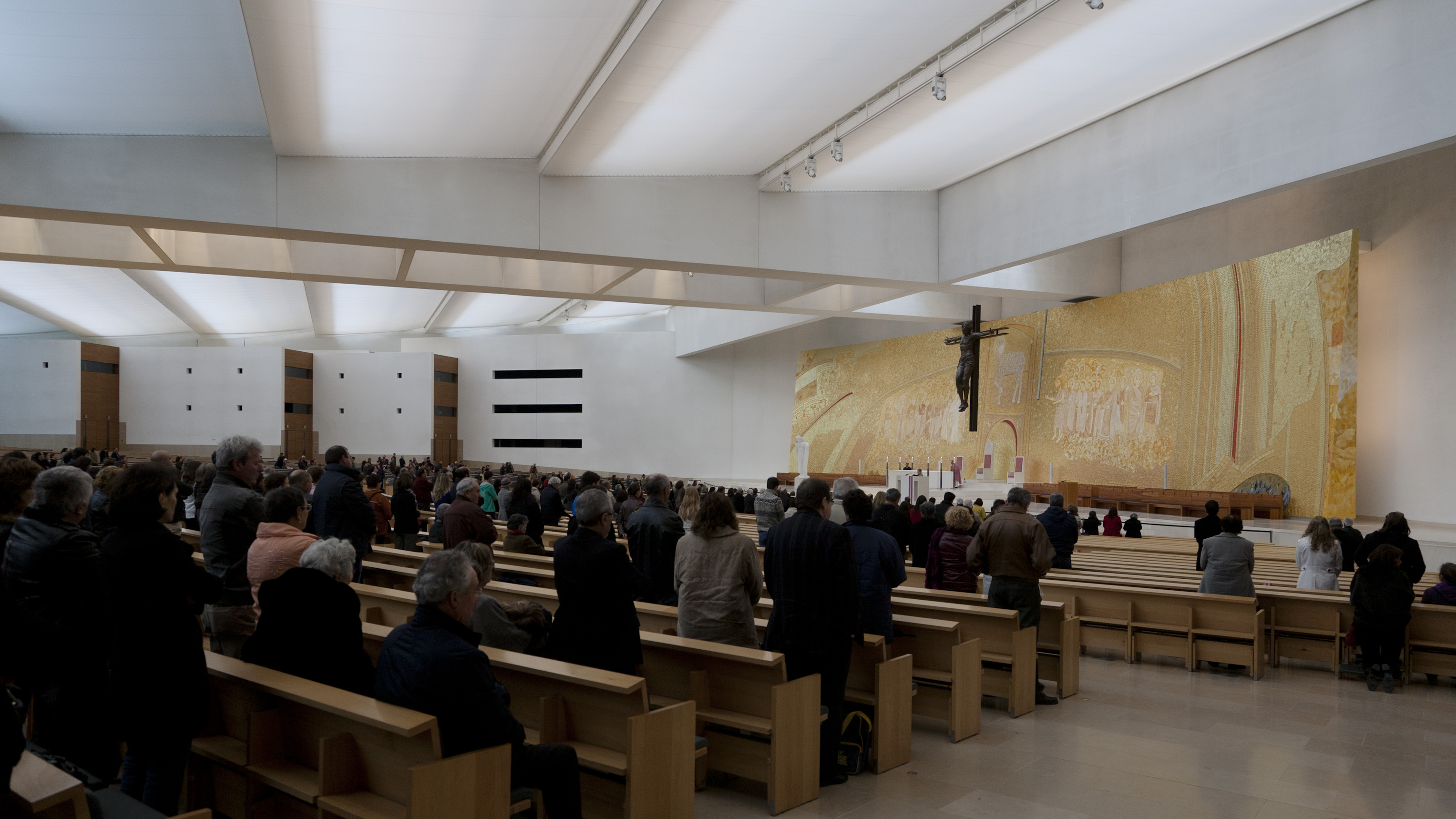
Interior da Basílica

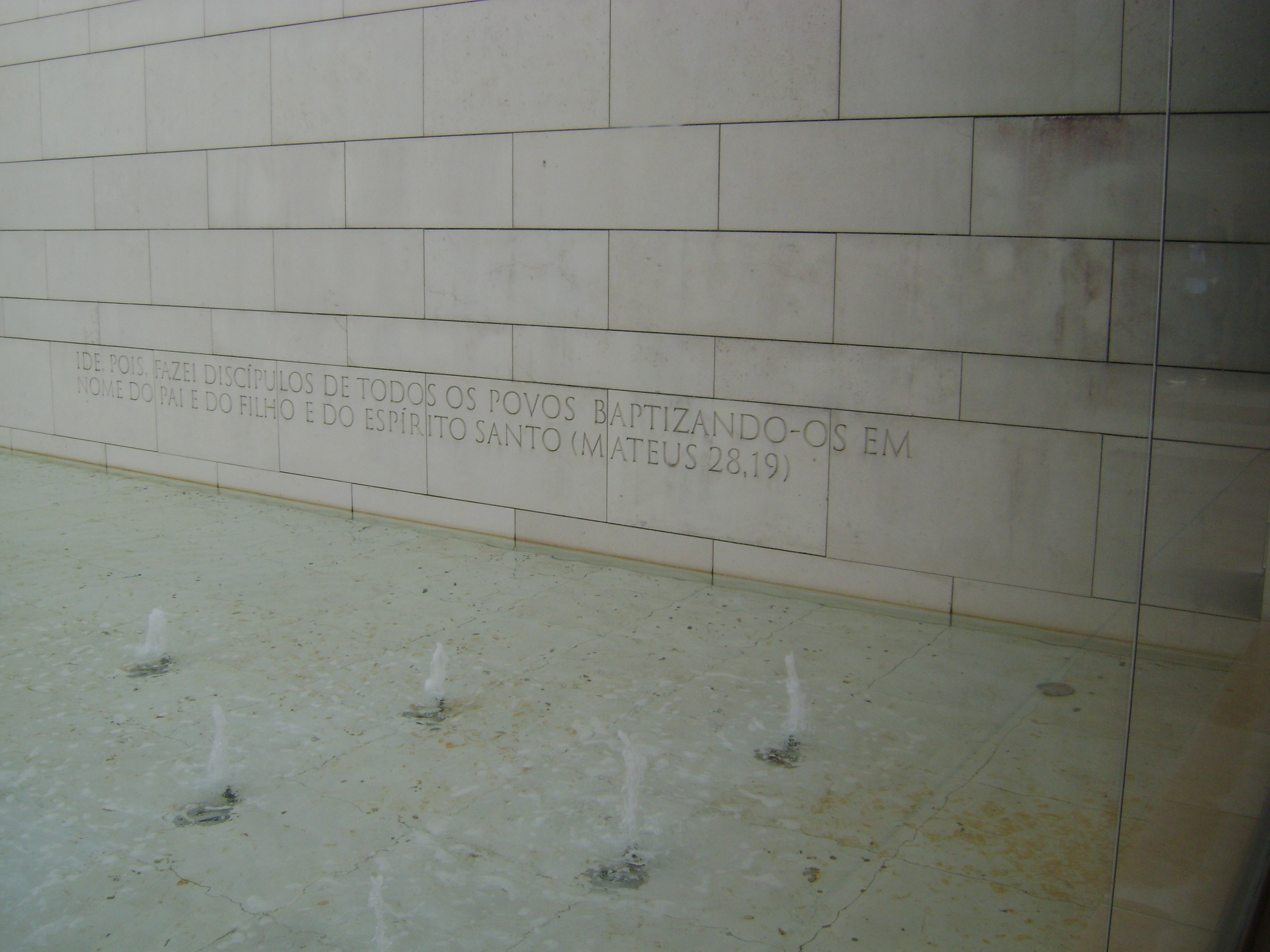
Citação do evangelho de Mateus na Basílica da Santíssima Trindade

A nova igreja foi dedicada à Santíssima Trindade por um conjunto de razões, nomeadamente as seguintes: as aparições do Anjo da Paz, com o seu insistente convite à adoração a Deus, Santíssima Trindade; as palavras do Papa João Paulo II em maio de 1982, proferidas na Capelinha das Aparições, pelas quais elevou a sua ação de graças à Santíssima Trindade; o Grande Jubileu do Ano 2000, também dedicado à Santíssima Trindade.
O projeto de arquitetura foi realizado pelo arquiteto grego Alexandros Tombazis, vencedor do concurso internacional lançado em 1997 e o projeto de estrutura pelo engenheiro José Mota Freitas. O novo edifício foi integralmente pago com os donativos dos peregrinos deixados ao Santuário de Fátima ao longo dos anos. Contando com um total de 8 633 lugares sentados e 40.000 m² de área, a Basílica da Santíssima Trindade é o quarto maior templo católico do mundo em capacidade. Apesar da vastidão da sua escala, acolhe calorosamente os peregrinos ao mesmo tempo que mantém o sentimento de igreja, permitindo uma vista panorâmica da totalidade do seu interior e fornecendo a monumentalidade desejada.
A Igreja da Santíssima Trindade tem uma altura de 18 metros. De configuração circular (com 125 metros de diâmetro exterior), apresenta um espaço interior unificado, liberto de apoios estruturais intermédios, sendo a cobertura suportada por duas vigas com um vão livre de 80 metros. O interior é divisível em dois setores através de uma parede móvel e integra doze portas laterais, em bronze, dedicadas aos Apóstolos; a porta central, de 64 metros quadrados e também em bronze, é dedicada a Cristo. O presbitério tem capacidade para cerca de 100 concelebrantes. O edifício é totalmente dominado pela cor branca, tanto no que respeita às vigas, em que o betão branco está à vista, como nos restantes elementos construtivos (revestidos com pedra da região de Fátima, conhecida por branco do mar).
Em Abril de 2008, o Prémio Secil de Engenharia Civil 2007 foi atribuído a José da Mota Freitas pela conceção estrutural da igreja da Santíssima Trindade. Também o prémio «Outstanding Structure 2009» (Excelente Estrutura 2009), foi atribuído a esta edificação pela Associação Internacional para a Engenharia de Pontes e Estruturas – IABSE (este prémio é considerado como o Nobel da Engenharia Civil, por representar o reconhecimento das mais notáveis, inovadoras, criativas ou estimulantes estruturas nos últimos anos).
Algumas obras de artistas plásticos nacionais foram realizadas para o Santuário de Fátima antes da edificação do novo templo, localizando-se hoje nas imediações da igreja da Santíssima Trindade. São elas a estátua do Papa Pio XII, situada a SO. da igreja, em mármore branco, do escultor Domingos Soares Branco; a estátua do Papa Paulo VI, localizada a NO. da igreja, do escultor Joaquim Correia; a estátua de D. José Alves Correia da Silva, primeiro Bispo da diocese de Leiria, do escultor português Joaquim Correia. O templo teve também a colaboração mais recente de um numeroso grupo de artistas plásticos de diversas nacionalidades e com contributos diversificados, nomeadamente os seguintes: catorze estações da Via Lucis, do artista italiano Vanni Rinaldi; imagem de Nossa Senhora de Fátima localizada no interior da igreja, em mármore de Carrara (3 m de altura), do escultor italiano Benedetto Pietrogrande; painel do Presbitério, em terracota dourada com 500 m2, por um grupo de artistas, especializados em arte litúrgica provenientes de oito nações, com autoria do artista plástico esloveno P. Marko Ivan Rupnik; estátua do Papa João Paulo II, localizada a NE. da igreja, do escultor polaco Czeslaw Dzwigaj; execução da Cruz Alta, localizada no exterior da igreja, em aço, com 34 m de altura, do escultor alemão Robert Schad; escultura suspensa no pórtico de entrada de autoria da artista cipriota Maria Loizidou; porta principal em bronze, com 8 m de altura, e painéis do Rosário, pelo artista plástico português Pedro Calapez; painéis de vidro com citações bíblicas grafadas em vinte e seis línguas, pelo artista canadiano Kerry Joe Kelly; portas laterais, em bronze, com 8 m de altura, dedicadas aos doze Apóstolos, com texto bíblico gravado na bandeira superior, com grafismo da autoria do artista português Francisco Providência; crucifixo em bronze, suspenso sobre o altar, pela artista irlandesa Catherine Green.
Assinale-se ainda a Galilé dos Apóstolos S. Pedro e S. Paulo, uma vasta área subterrânea de configuração semelhante a um corredor, situada entre a Basílica da Santíssima Trindade e o Recinto de Oração. Acessível por meio de duas escadarias e duas rampas, estende-se por um total de 150 metros e a parede nascente encontra-se revestida por painéis de azulejos da autoria de Álvaro Siza Vieira. A Galilé dos Apóstolos surge como átrio comum às capelas localizadas na zona da Reconciliação (Capela do Santíssimo Sacramento, Capela da Morte de Jesus, Capela da Ressurreição de Jesus, Capela do Sagrado Coração de Jesus e Capela do Imaculado Coração de Maria) e ao Convivium de Santo Agostinho. O átrio da Capela da Ressurreição de Jesus e da Capela do Santíssimo Sacramento acolhe uma Via Lucis da autoria de Vanni Rinaldi. "Da Galilé dos Apóstolos é contemplável um par de espelhos de água convidativos à reflexão e à interioridade".

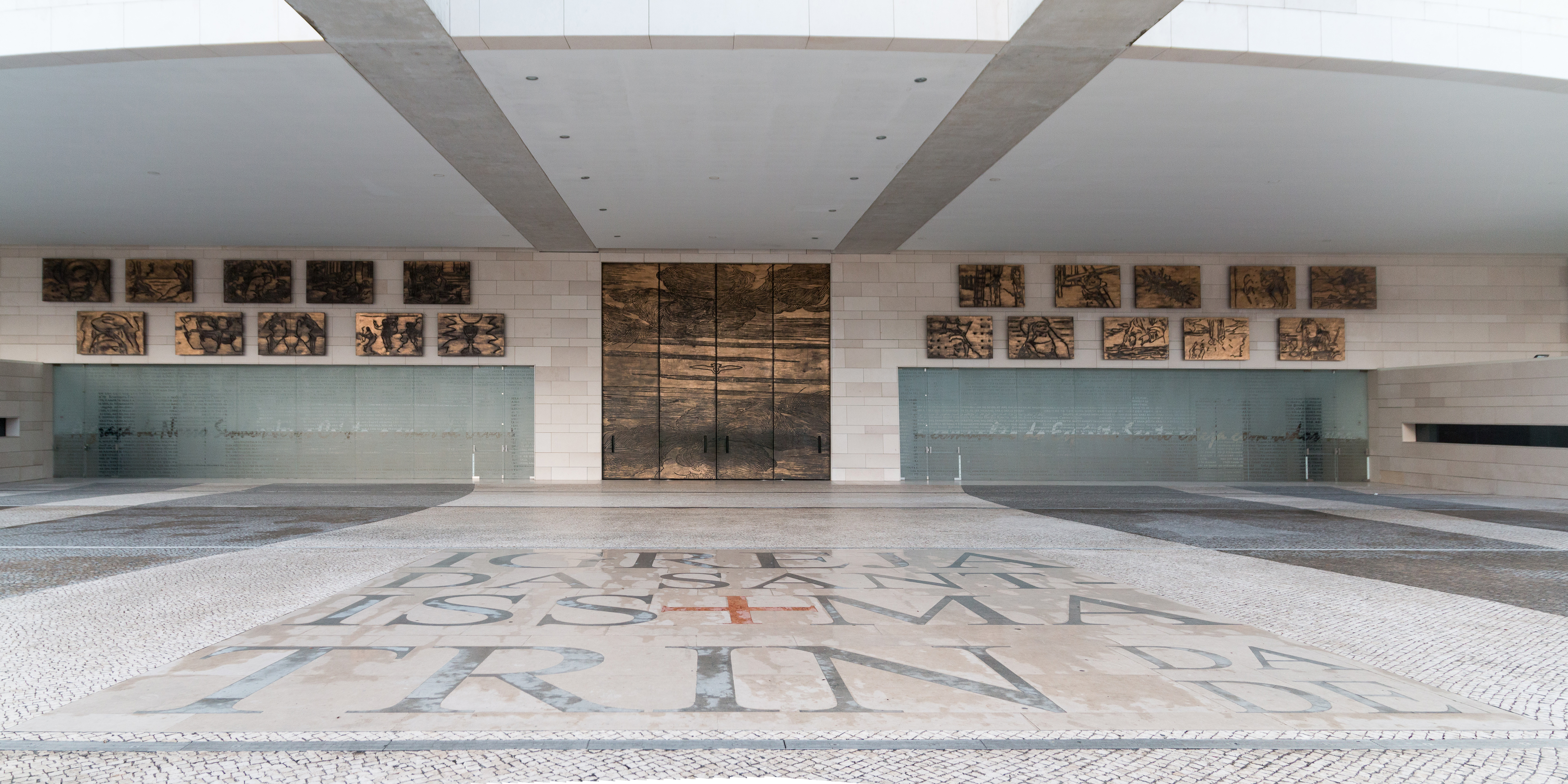
Entrada da Basílica da Santíssima Trindade
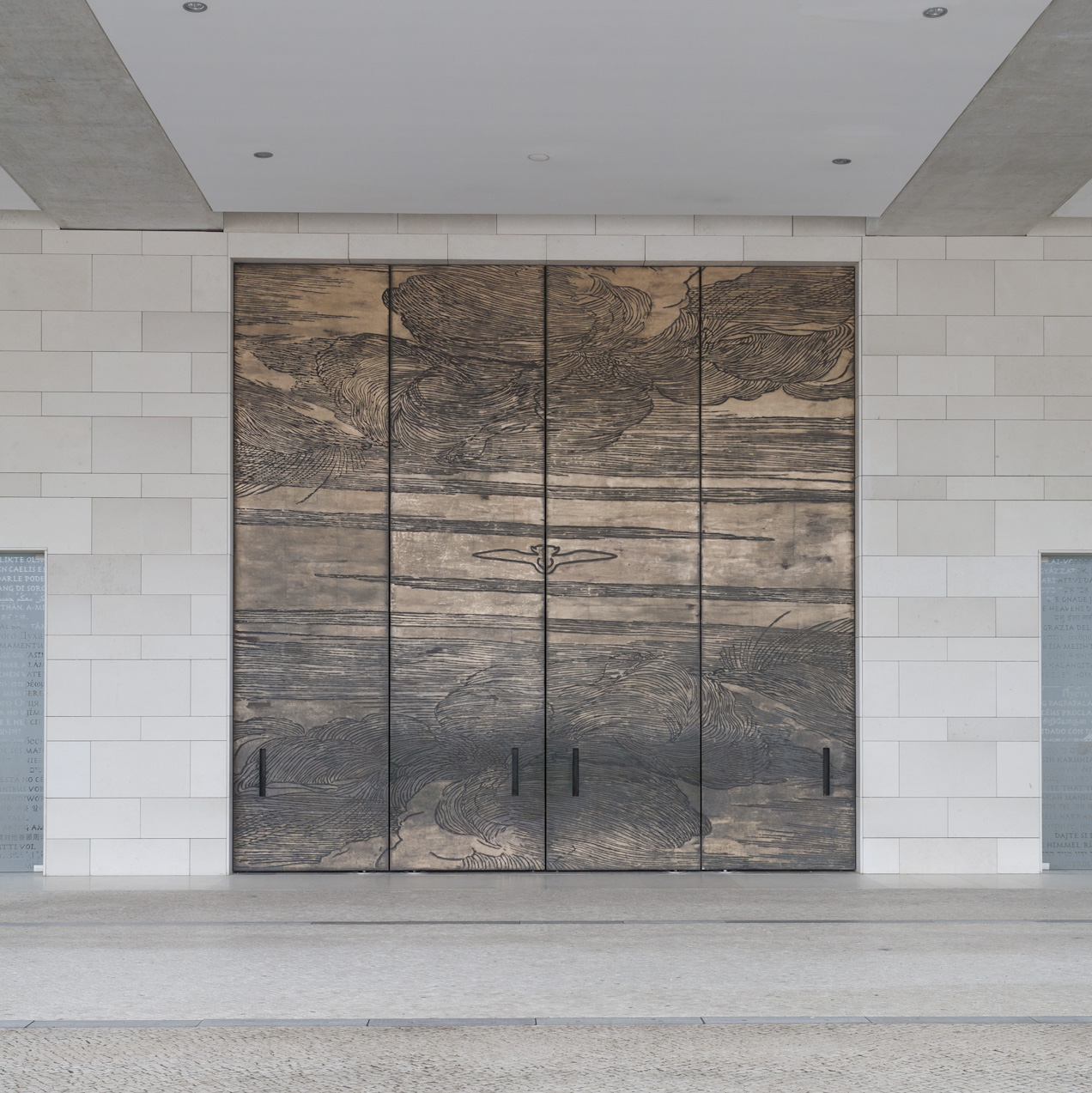
Pedro Calapez, porta de entrada da Basílica da Santíssima Trindade
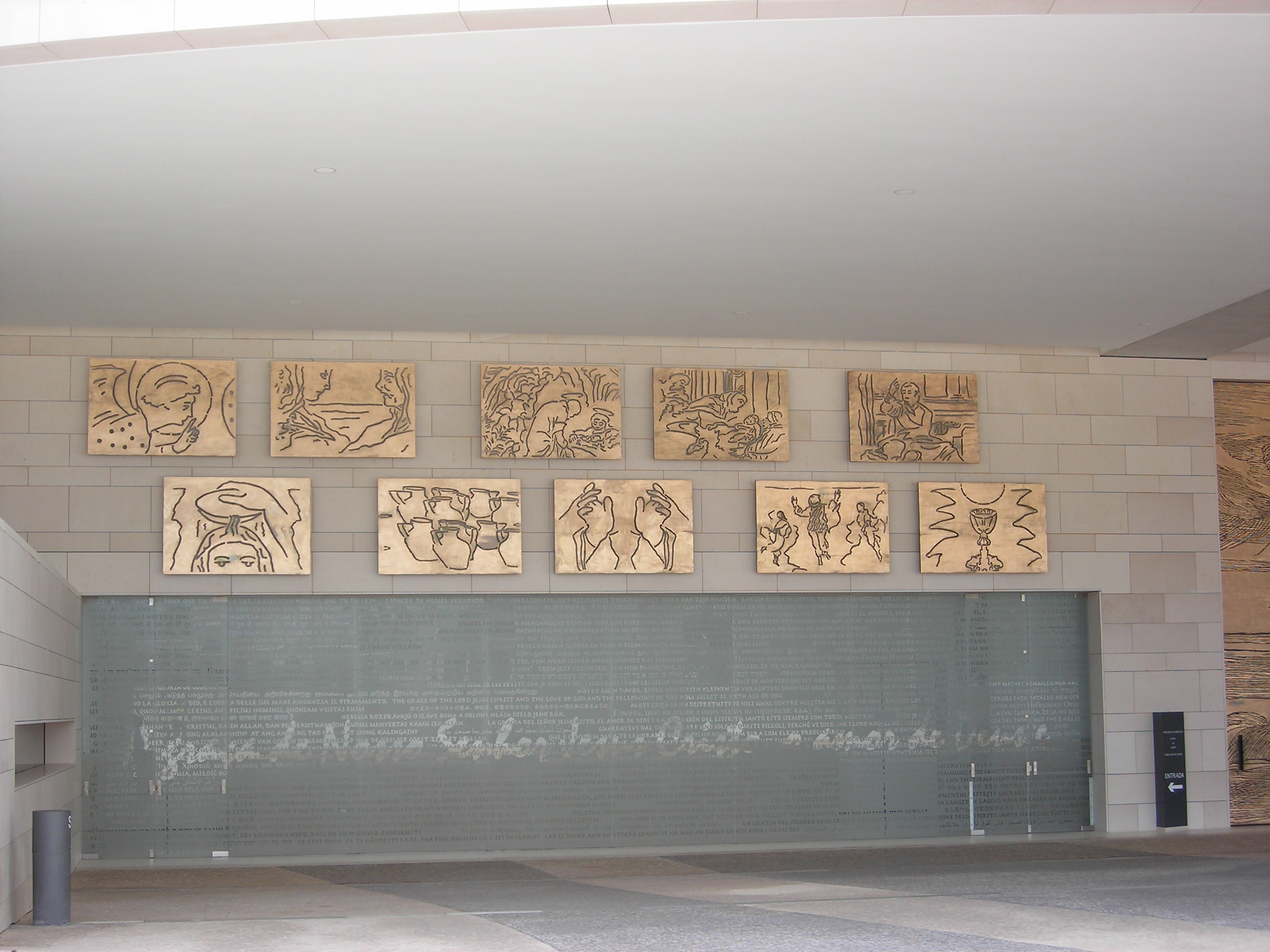
Obras de Pedro Calapez junto à entrada da Basílica da Santíssima Trindade
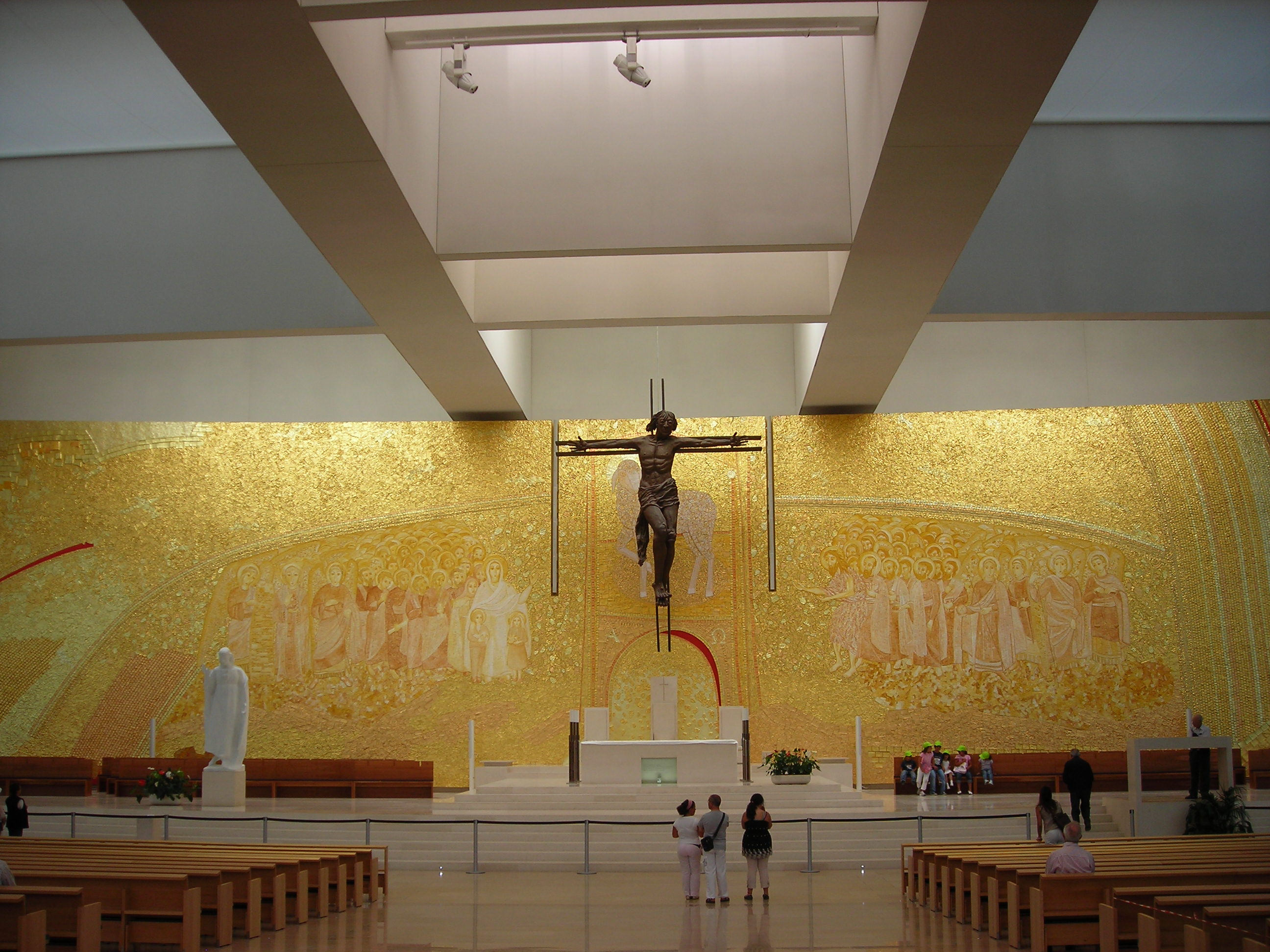
Basílica da Santíssima Trindade - Interior
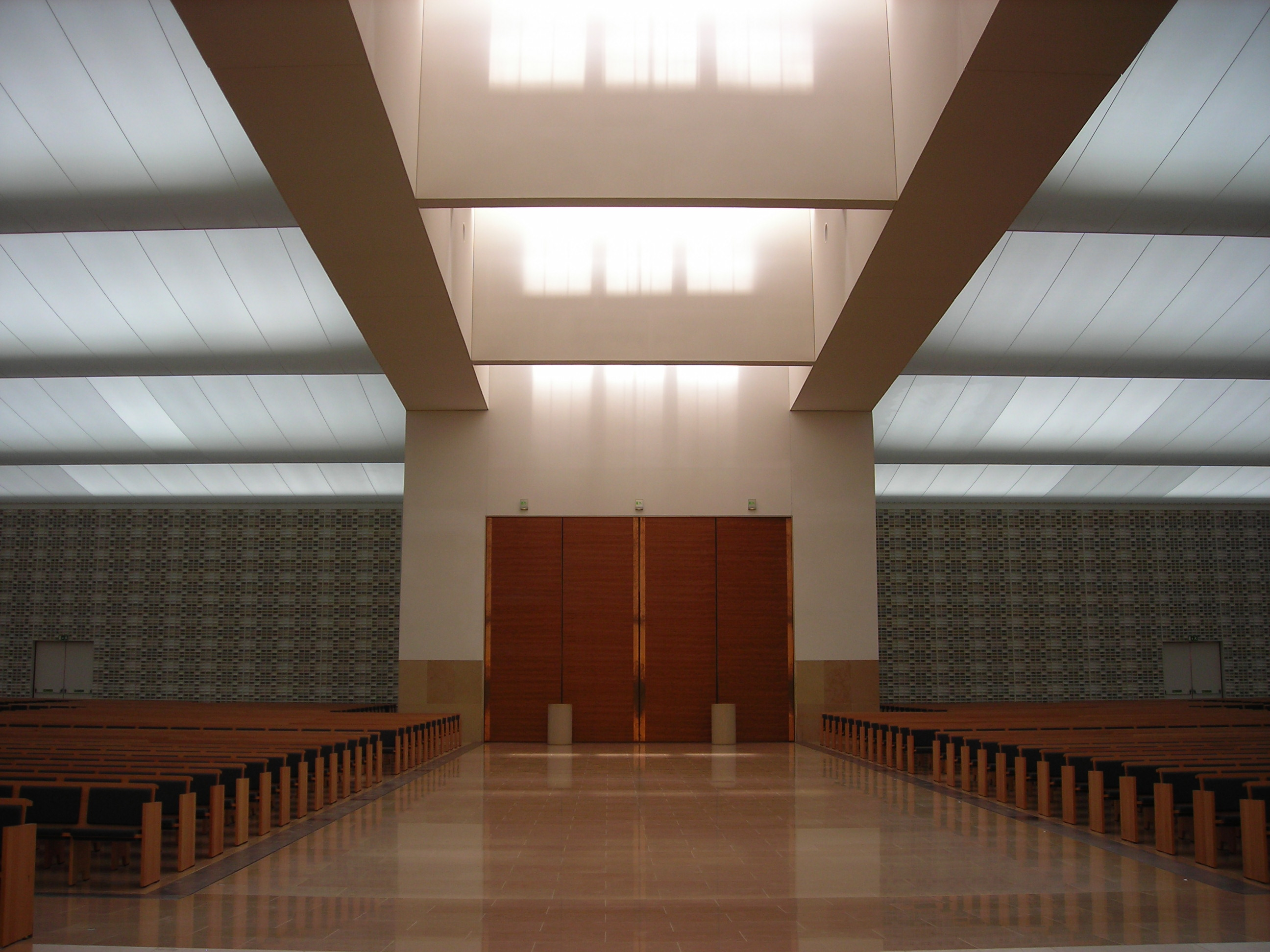
Basílica da Santíssima Trindade - Porta interior